# Scandinavian Race Uppsala
De Scandinavian Race Uppsala is een eendaagse wielerwedstrijd in en rond Uppsala. De wedstrijd werd in 1909 als Skandisloppet opgericht en heeft sinds 2008 de huidige naam. In de jaren 1909-1937 en 1940-1945 was de wedstrijd een individuele tijdrit, in 1956 een ploegentijdrit. De koers maakt sinds 2008 deel uit van de UCI Europe Tour, in de categorie 1.2.

## Lijst van winnaars

### Overwinningen per land
| Overwinningen | Land                    |
| ------------- | ----------------------- |
| 88            | Zweden                  |
| 16            | Denemarken              |
| 5             | Noorwegen               |
| 1             | Finland, Letland, Polen |

2005 · 
2006 · 
2007 · 
2008 · 
2009 · 
2010 · 
2011 · 
2012 · 
2013 · 
2014 · 
2015 · 
2016 · 
2017 ·
2018 ·
2019 ·
2020 ·
2021 ·
2022 ·
2023 ·
2024 ·
2025
Belangrijkste etappewedstrijden

Internationaal Wegcriterium · Driedaagse Brugge-De Panne · Ronde van de Alpen · Vierdaagse van Duinkerke · Ronde van Beieren · Ronde van Noorwegen · Ronde van België · Ronde van Luxemburg · Ronde van Oostenrijk · Ronde van Wallonië · Ronde van Burgos · Ronde van Denemarken · Arctic Race of Norway · Ronde van Groot-Brittannië
Belangrijkste eendaagse wedstrijden

Trofeo Laigueglia · GP Lugano · GP Nobili Rubinetterie · Dwars door Vlaanderen · Scheldeprijs · Brabantse Pijl · GP Kanton Aargau · Brussels Cycling Classic · GP Fourmies · Primus Classic Impanis-Van Petegem · Ronde van de Drie Valleien · Milaan-Turijn · Ronde van Piemonte · Ronde van het Münsterland · Ronde van Emilia · Parijs-Tours · GP Bruno Beghelli